# 국도 제46호선 (일본)

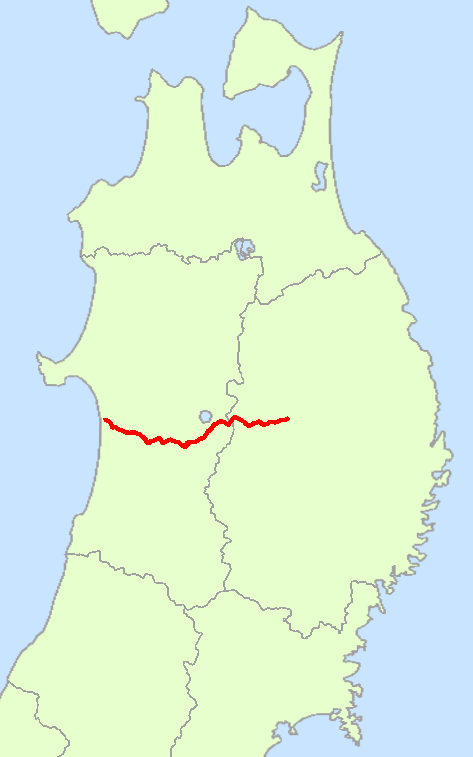
일본 46번 국도의 실제 지도 모습.

국도 제46호선(일본어: 国道46号)은 이와테현 모리오카시의 모리오카미나미 나들목 입구 교차로를 출발, 아키타현 아키타시까지 이어주는 총 연장 101.9 km, 실제 연장 93.9 km, 현도 86.1 km로 구성된 일반국도이다.
그러나 이 국도 노선은 도호쿠 지역을 동서로 이어주는 국도 노선이기도 하다.

## 노선 정보
- 기점 : 이와테현 모리오카시 쓰시다 15치와리 27-12번지 (모리오카미나미IC 입구 교차로에서는 국도 제4호선과 교차)
- 종점 : 아키타현 아키타시 가와시리마치 오카와바타 233-7번지 (린카이 십자로에서는 국도 제7호선과 교행하고, 국도 제13호선의 종점이기도 함)
- 주요 경유지 : 이와테현 측은 다키자와시와 시즈쿠이시정을, 아키타현 측은 센보쿠시와 다이센시를 각각 거쳐 감.
- 총연장 : 101.9 km
- 중복 연장 : 8.0 km
- 실제 연장 : 93.9 km
  - 현도 : 86.1 km
  - 신도 : 7.8 km
  - 구도 : 없음
- 지정 구간 : 전 노선

## 노선 개황
이 도로의 특색상 대형 트럭, 트랙터 등의 장거리 통행이 빈번하게 일어나는 시기가 밤낮을 가리지 않고 많이 분포되어 있다. 그러나 현경 근처의 센간 터널에서는 급경사나 급커브 같은 것들이 계속되며, 동절기에는 눈사태에 취약하는 특징을 가지는 경우가 많은 도로이기도 하다.

### 바이패스
- 모리오카니시 바이패스(일본어판) (이와테현 모리오카시)
- 오카마 바이패스(일본어판) (이와테현 다키자와시)
- 시즈쿠이시 바이패스(일본어판) (이와테현 이와테군 시즈쿠이시정)
- 하시바 바이패스(일본어판) (이와테현 이와테군 시즈쿠이시정)
- 센간 도로(일본어판) (이와테현 이와테군 시즈쿠이시정 - 아키타현 센보쿠시)
- 가쿠노다테 바이패스(일본어판) (아키타현 센보쿠시)

### 별칭
- 아키타 가도(일본어판)
- 시즈쿠이시 가도
- 욘로쿠 (ヨンロク)

## 지리

### 통과하는 지자체
- 이와테현 : 모리오카시 - 다키자와시 - 이와테군 시즈쿠이시정
- 아키타현 : 센보쿠시 - 다이센시 - 아키타시

### 일반국도 및 고속도로
- 이와테현
  - 국도 제4호선
  - 도호쿠 자동차도 모리오카 나들목(일본어판)
- 아키타현
  - 국도 제341호선 (일본)(일본어판)
  - 국도 제105호선
  - 국도 제13호선
  - 아키타 자동차도(일본어판) 아키타미나미 나들목(일본어판)
  - 국도 제7호선

## 그 외
일본에서는 이 국도를 106번 국도와 통합하자는 의견이 들어왔지만 106번 국도 전체 구간을 46번 국도에 아예 합병하려는 요청이 있던 것으로 나와 있다. 만약 합병하면 46번 국도는 거의 200km에 근접하는 총 연장이 성사된다.